# After Life (film, 1998)
Pour les articles homonymes, voir After Life.
Pour plus de détails, voir Fiche technique et Distribution.
After Life (ワンダフルライフ, Wandafuru raifu, Wonderful Life) est une comédie dramatique japonaise, réalisée par Hirokazu Kore-eda et sortie en 1998.

## Synopsis
Dans un endroit mystérieux entre ciel et Terre, les morts doivent mettre en scène un film revenant sur le temps le plus fort de leur vie passée. Ils sont accueillis par des employés sereins qui les reçoivent séparément dans un bureau pour leur expliquer le déroulement de cette remémoration. Une fois choisie, celle-ci sera refaite pour qu'ils puissent s'endormir à jamais avec ce souvenir.

## Fiche technique
- Titre : After Life
- Titre original : ワンダフルライフ (Wandafuru raifu?, Wonderful Life)
- Réalisation : Hirokazu Kore-eda
- Scénario : Hirokazu Kore-eda
- Musique : Yasuhiro Kasamatsu
- Photographie : Yutaka Yamazaki (ja)
- Décors : Toshihiro Isomi (ja) et Hideo Gunji
- Montage : Hirokazu Kore-eda
- Sociétés de production : Engine Film, TV Man Union
- Pays de production :  Japon
- Langue originale : japonais
- Genre : comédie dramatique
- Durée : 118 minutes[1]
- Dates de sortie :
  - Canada : 11 septembre 1998 (Festival du film de Toronto)
  - Japon : 17 avril 1999[1]
  - France : 17 novembre 1999[2]
- Classification : tous publics[2]

## Distribution
- Arata Iura : Takashi Mochizuki
- Erika Oda : Shiori Satonaka
- Susumu Terajima : Satoru Kawashima
- Takashi Naitō : Takuro Sugie
- Kyōko Kagawa : Kyoko Watanabe (épouse de M. Watanabe et ancienne fiancée de Mochizuki)
- Kei Tani : Kennosuke Nakamura
- Taketoshi Naitō : Takuro Sugie
- Tōru Yuri : Gisuke Shoda
- Yūsuke Iseya : Yusuke Iseya
- Sayaka Yoshino : Kana Yoshino
- Kazuko Shirakawa : Nobuko Amano
- Kōtarō Shiga : Kenji Yamamoto
- Hisako Hara : Kiyo Nishimura
- Sadao Abe : Ichiro (jeune)
- Natsuo Ishidō : Kyoko Watanabe (jeune)